# Кульчицкий, Владимир Адамович
Владимир Адамович Кульчицкий (6 марта 1948 — 11 апреля 2024) — советский и белорусский учёный в области нейрофизиологии, доктор медицинских наук (1989), профессор (1998), академик НАН Беларуси (2017).
Родился 6 марта 1948 года в станице Даурия Борзинского района Читинской области в семье военнослужащего. С отличием окончил Куйбышевский медицинский институт (1972). По распределению работал в Костромской области травматологом Шарьинской районной больницы.
В 1975 году вернулся в Куйбышевский медицинский институт, где работал старшим лаборантом, а затем ассистентом кафедры физиологии (1975—1986), и параллельно — врачом скорой помощи (1976—1986).
В 1979 году стал лауреатом премии Ленинского комсомола за разработку проблемы бульбарных механизмов генерации дыхательного ритма.
Подготовил и в 1980 году защитил кандидатскую диссертацию на тему «Изменение электрической активности нейронов дыхательного центра и артериального давления при охлаждении центральных хемочувствительных структур».
В 1989 году в НИИ экспериментальной медицины (Ленинград) защитил докторскую диссертацию «Органная макро- и микрогемодинамика при активации или блокаде вентральных отделов продолговатого мозга».
С 1989 года в Институте физиологии Академии наук БССР (НАНБ) — научный сотрудник, старший научный сотрудник, с 1991 г. — заведующий лабораторией, с 2006 по 2023 г. — заместитель директора по научной работе, с января 2023 г. — заведующий Центром мозга при Институте физиологии НАН Беларуси.
Профессор (1998), академик НАН Беларуси (2017).
Исследовал механизмы формирования ноцицептивных рефлексов, процессы структурной и функциональной реорганизации нейронных сетей мозга. Доказал, что функциональное состояние клеток вентролатеральных отделов продолговатого мозга является главным фактором для генерации дыхательного ритма и формирования симпатоактивирующих влияний, регулирующих тонус кровеносных сосудов и сердца. Обнаружил в продолговатом мозге группы нервных клеток, которые вовлекаются в механизм нормализации кровяного давления при артериальной гипертонии.
Под его руководством защищены 3 докторские, более 20 кандидатских диссертаций.
Автор около 350 научных работ, в том числе 9 монографий и 50 патентов на изобретения и полезные модели.
В 2023 году по результатам научной деятельности награждён знаком отличия НАН Беларуси имени В. М. Игнатовского.
Сочинения:
- Ствол головного мозга: (клинические и патофизиологические соответствия) / Н. В. Шулешова, А. А. Вишневский, В. А. Кульчицкий. — Изд. 2-е, перераб. и доп. — Санкт-Петербург : Фолиант, 2016. — 354, [1] с., [8] c. цв. ил. : ил., табл.; 23 см; ISBN 978-5-93929-267-2 : 500 экз.
- Центральная регуляция органной гемодинамики = Central regulation of the organ haemodinamics / Б. И. Ткаченко, В. А. Кульчицкий, А. А. Вишневский; [Рос. акад. наук, Отд-ние физиологии]. — СПб. : Наука : С.-Петербург. отд-ние, 1992. — 240,[2] с. : ил.; 22 см; ISBN 5-02-025954-3